# Respingente

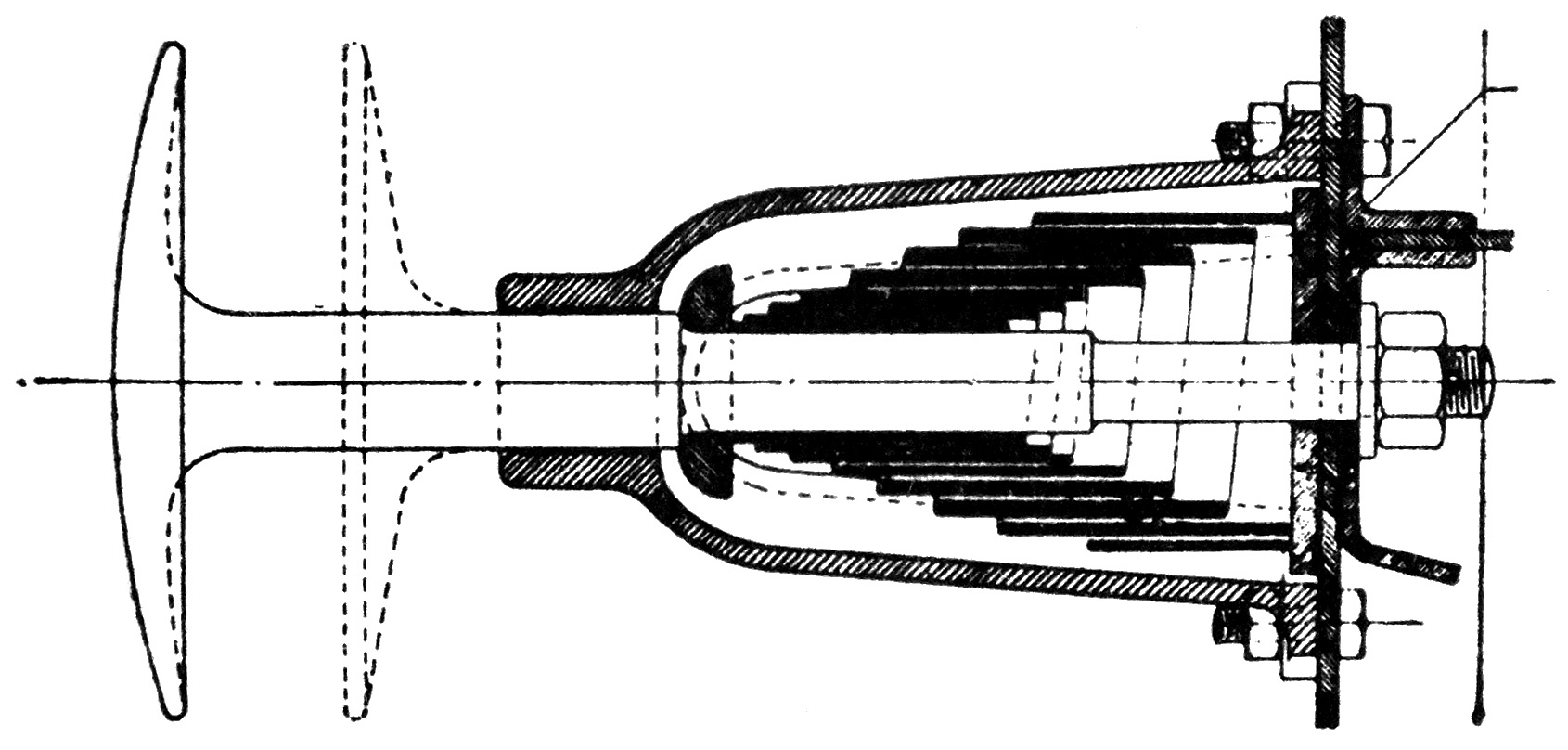
Disegno di respingente a stelo e molla a bovolo

Il termine respingente definisce quel particolare organo meccanico che serve ad assorbire gli impatti e a mantenere la corretta distanza tra i rotabili ferroviari e tranviari agganciati tra loro o ad una locomotiva.

## Tecnologia

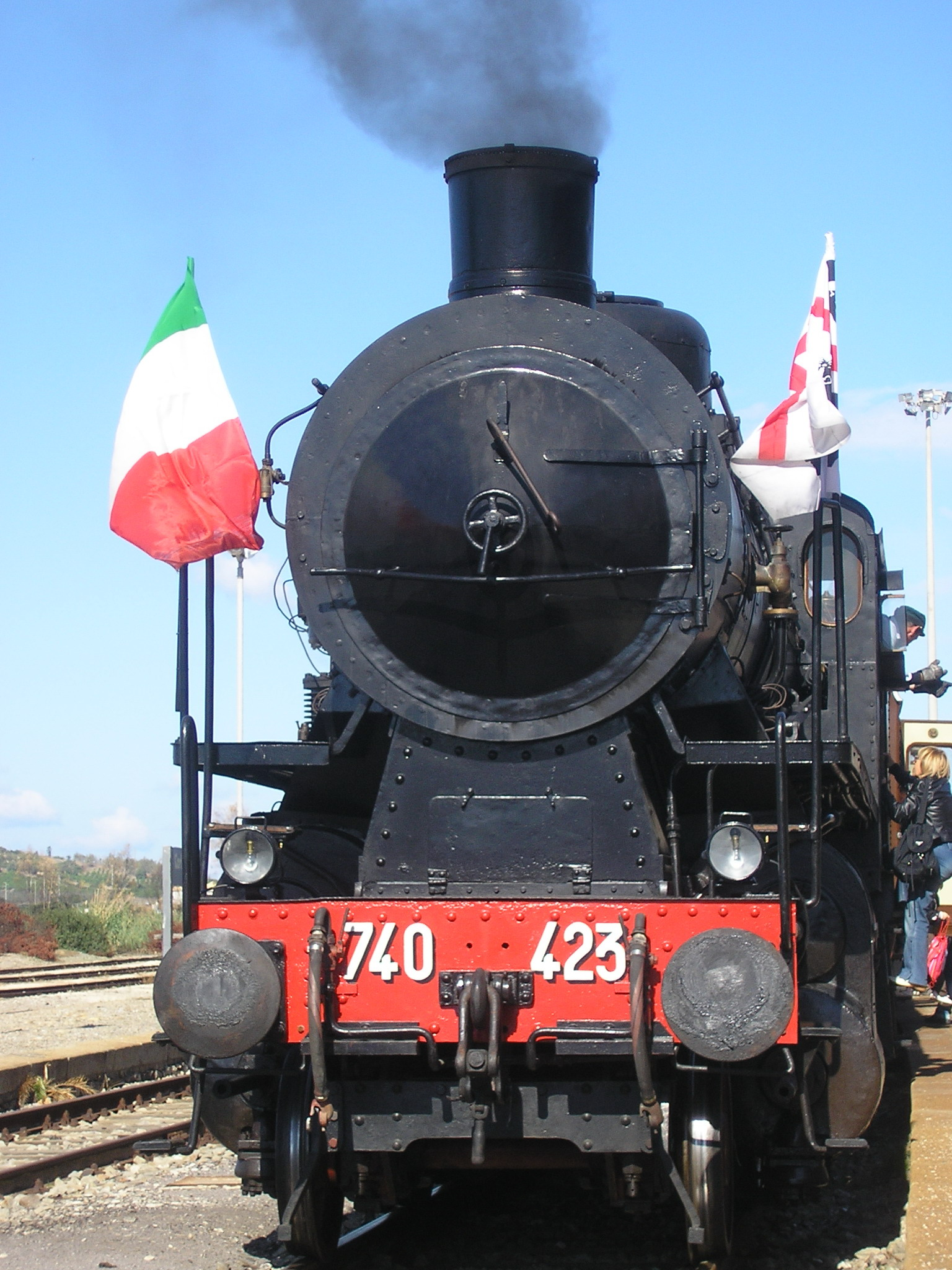
Coppia di respingenti classici a piattello e pistone

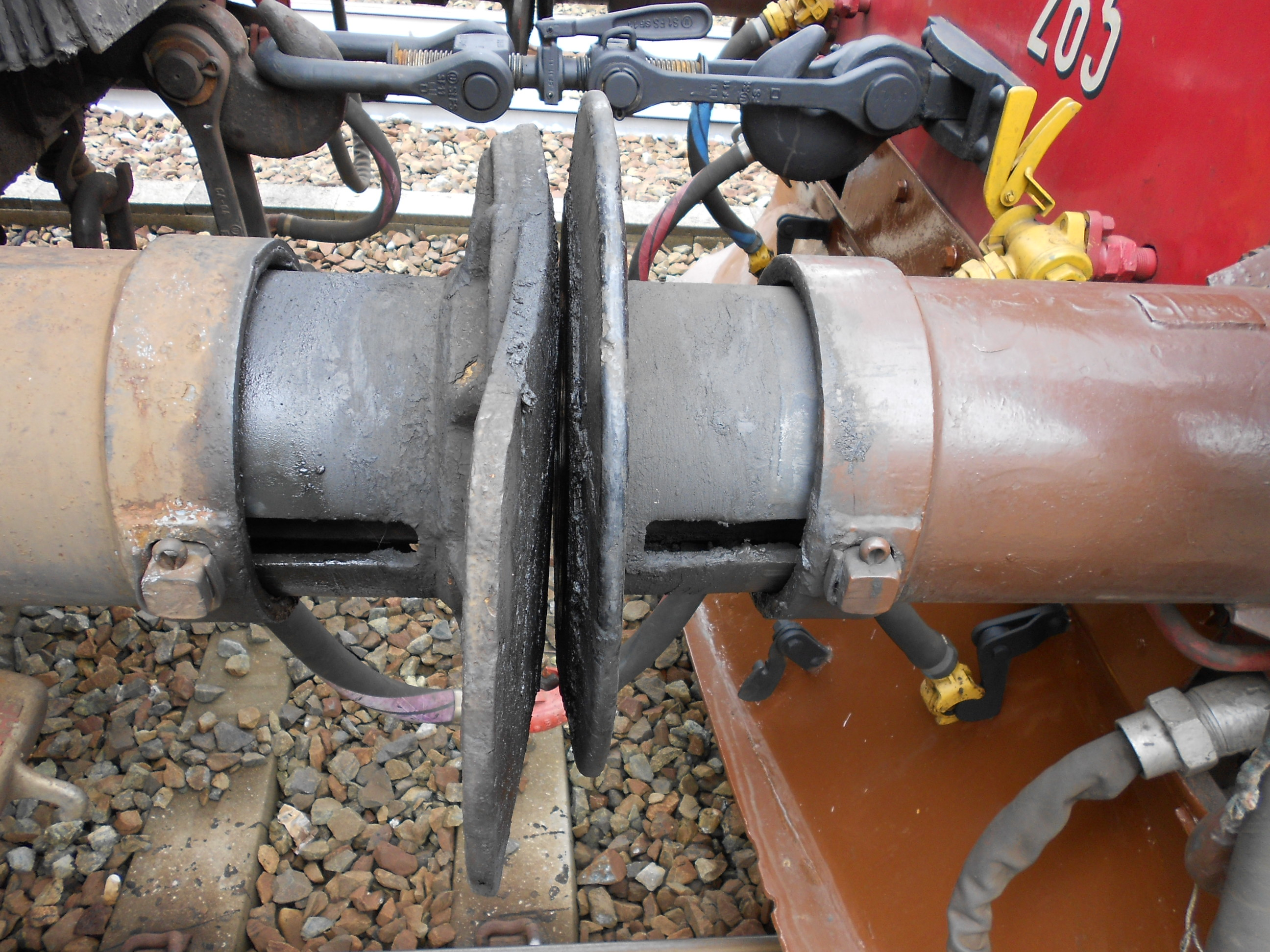
Respingenti con piattello differente tra veicoli ferroviari agganciati: tondo a destra, rettangolare a sinistra

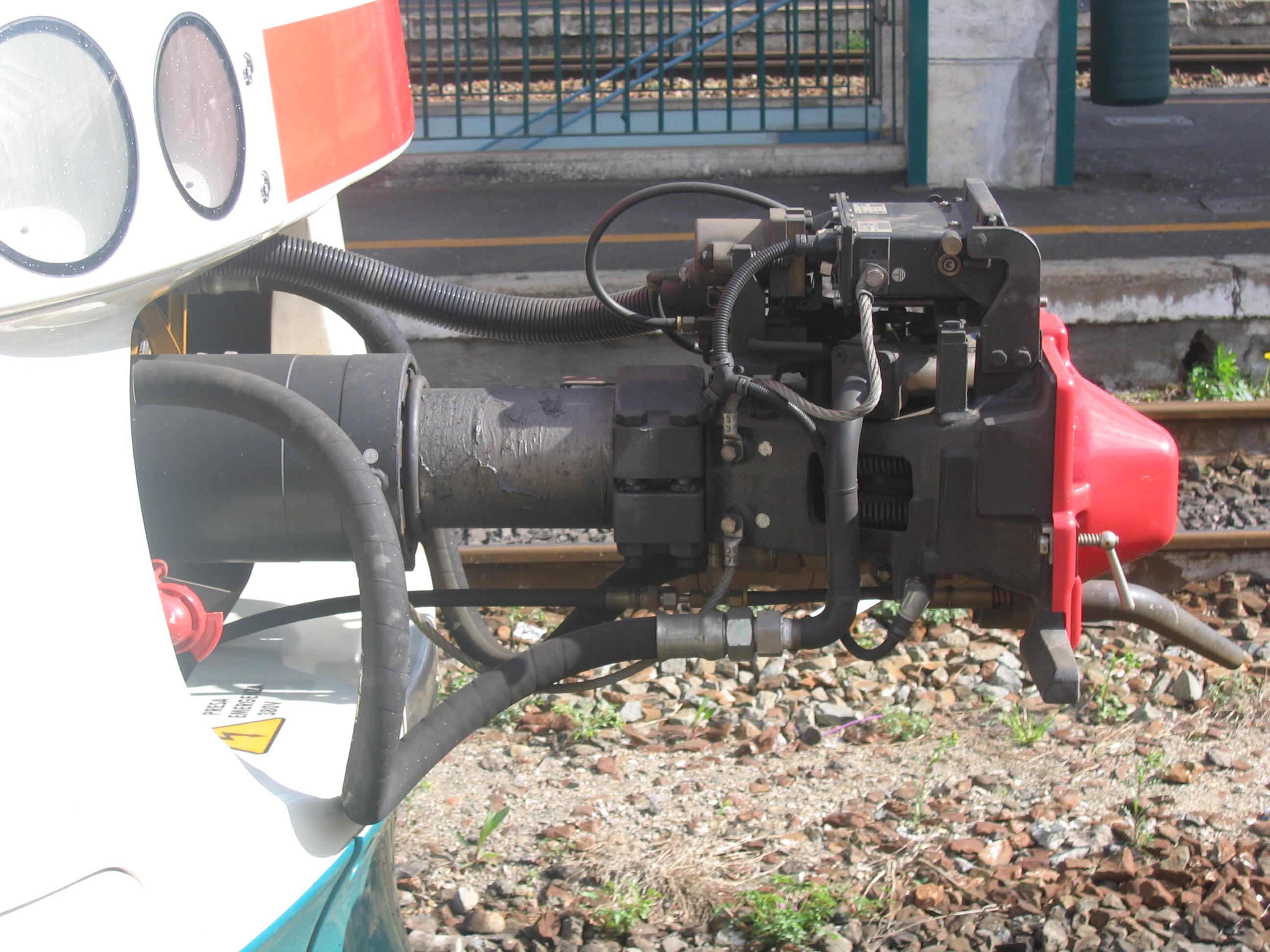
Sistema integrato respingente-gancio di trazione-accoppiatori Scharfenberg

Il respingente assume una tipologia costruttiva differente in relazione al suo impiego. Nella sua forma più semplice e antica era costituito da un blocco di legno duro a volte dotato di una specie di cuscino imbottito. Il sistema, del tutto rudimentale, venne presto abbandonato; già nella seconda metà del XIX secolo i veicoli in tutta Europa vennero dotati di uno o due respingenti eccetto che negli Stati Uniti d'America dove era stato adottato il gancio automatico che fungeva sia da aggancio che da respingente.
Il respingente venne costruito con una struttura fissa di ferro, montata sulla traversa di testa di ogni veicolo ferroviario, entro la quale scorreva uno stelo cilindrico alla cui estremità si trovava un piattello, di massima rotondo, in qualche caso ovale, a cui era connessa una molla a bovolo che ammortizzava gli urti tra i veicoli. In seguito i respingenti a stelo cilindrico, soggetti spesso a rottura, vennero sostituiti da una struttura composta di un cilindro entro il quale scorreva, frenato dall'azione di una o più molle concentriche, un pistone cilindrico alla cui estremità era saldato un piattello. Più recentemente, e più spesso nel caso di rotabili di trazione, il piattello è stato sostituito da una piastra rettangolare.
Nell'utilizzo ferroviario più recente ha perso quasi del tutto la struttura classica per assumerne una più complessa nella quale lo smorzamento degli urti viene effettuato, non più meccanicamente mediante la compressione di molle, ma idraulicamente con sistemi ad olio o pneumaticamente mediante pistoni a compressione d'aria.
I respingenti, sia classici che moderni sono di solito montati a coppie su ciascuna testata dei rotabili; nel caso di ferrovie a scartamento ridotto o di tranvie invece ne viene montato uno in posizione centrale. Sia l'altezza dal piano del ferro che la distanza reciproca dei respingenti è fissata da specifiche norme unificate.
Nella seconda metà del XX secolo molte amministrazioni ferroviarie europee hanno iniziato a montare, a scopo sperimentale, ganci di trazione automatici e sistemi di gancio automatico integrato per automotrici ed elettromotrici, elettrotreni e treni bloccati che, oltre a sostituire del tutto i respingenti classici, integrano in una sola operazione anche i collegamenti pneumatici ed elettrici.